# Liste der Naturdenkmale in Schleswig-Holstein
Die Liste der Naturdenkmale in Schleswig-Holstein verzeichnet die Listen für einzelne Kreise und kreisfreie Städte. 

## Liste
- Liste der Naturdenkmale im Kreis Dithmarschen
- Liste der Naturdenkmale in der Stadt Flensburg
- Liste der Naturdenkmale im Kreis Herzogtum Lauenburg
- Liste der Naturdenkmale in der Stadt Kiel
- Liste der Naturdenkmale in der Stadt Lübeck
- Liste der Naturdenkmale in der Stadt Neumünster
- Liste der Naturdenkmale im Kreis Nordfriesland
- Liste der Naturdenkmale im Kreis Ostholstein
- Liste der Naturdenkmale im Kreis Pinneberg
- Liste der Naturdenkmale im Kreis Plön
- Liste der Naturdenkmale im Kreis Rendsburg-Eckernförde
- Liste der Naturdenkmale im Kreis Schleswig-Flensburg
- Liste der Naturdenkmale im Kreis Segeberg
- Liste der Naturdenkmale im Kreis Steinburg
- Liste der Naturdenkmale im Kreis Stormarn